# 長崎県道・佐賀県道109号鷹島肥前線
長崎県道・佐賀県道109号鷹島肥前線（ながさきけんどう・さがけんどう109ごう たかしまひぜんせん）は、長崎県松浦市から佐賀県唐津市に至る一般県道である。

## 概要
長崎県松浦市鷹島町神崎免から佐賀県唐津市肥前町星賀に至る。全路線のおよそ5分の1を鷹島肥前大橋が占める。

### 路線データ
- 起点：長崎県松浦市鷹島町神崎免（長崎県道158号鷹島線交点）
- 終点：佐賀県唐津市肥前町星賀（佐賀県道217号星賀港線交点）
- 総延長：5.13 km

## 歴史
- 1997年（平成9年） - 路線認定[1]。
- 2009年（平成21年）4月18日 - 鷹島肥前大橋開通。

## 路線状況

### 道路施設

#### 橋梁
- 長崎県
  - 鷹島肥前大橋（松浦市 - 佐賀県唐津市）

#### 道の駅
- 長崎県
  - 鷹ら島（松浦市）

## 地理

### 通過する自治体
- 長崎県
  - 松浦市
- 佐賀県
  - 唐津市

### 交差する道路
| 交差する道路          | 都道府県名 | 市町村名 | 交差する場所 | 交差する場所 |
| --------------------- | ---------- | -------- | ------------ | ------------ |
| 長崎県道158号鷹島線   | 長崎県     | 松浦市   | 鷹島町神崎免 | 起点         |
| 佐賀県道217号星賀港線 | 佐賀県     | 唐津市   | 肥前町星賀   | 終点         |

### 沿線
- 松浦市立鷹島中学校
- 唐津市立入野小学校（終点付近）